# Лоне, Марк де
Марк де Лоне (фр. Marc de Launay, Marc Buhot de Launay, Marc B. de Launay, 1949) — французский философ, историк философии, переводчик немецкой философской литературы XIX—XX веков.

## Биография
Сотрудник Национального центра научных исследований (Париж, Архив Гуссерля — Эколь Нормаль). В его переводах публиковались произведения Ханны Арендт, В.Беньямина, Блюменберга, Бонхёффера, Брентано, Бубера, Гуссерля, Кафки, Г.Когена, Лессинга, Лихтенберга, Мейнонга, Ницше, Поппера, Риккерта, Рильке (Дуинские элегии, Письма молодому поэту и др.), Розенцвейга, Трёльча, Фрейда, Хабермаса, Хандке, Шолема, Э.Юнгера и многих других.

## Исследовательские интересы
Основные направления исследований Марка де Лоне — герменевтика, включая библейскую герменевтику, неокантианство (марбургская школа, баденская школа), философия Ницше и Хайдеггера.

## Книги
- Walter Benjamin, Paris, Editions Jean-Michel Place, 1990 (редактор-составитель, переводчик, в соавторстве)
- Критика и убеждение/ La critique et la conviction, entretien avec Paul Ricoeur, Paris, Calmann-Lévy, 1995 (с Франсуа Азуви; англ. пер. 1998, исп. пер. 2003, нем. пер. 2009)
- Неокантианство и теория познания/ Néokantismes et théorie de la connaissance, textes de Hermann Cohen, Paul Natorp, Ernst Cassirer, et al. Paris, Vrin, " Bibliothèque des textes philosophiques ", 2000 (редактор-составитель и переводчик, в соавторстве)
- Рациональная реконструкция иудаизма. О Германе Когене/ Une reconstruction rationnelle du judaïsme. Sur Hermann Cohen: 1842—1918, Genève, Labor et Fides, " Religions en perspective ", 2002
- Жертвоприношение Авраама/ Le sacrifice d’Abraham: la ligature d’Isaac, Paris, Desclée de Brouwer, 2002 (в соавторстве со Ст. Мозесом и Olivier Revault d’Allonnes)
- Вавилонская башня/ La Tour de Babel, Paris, Desclée de Brouwer, 2003 (в соавторстве)
- Юдифь и Олоферн/ Judith et Holopherne, Paris, Desclée de Brouwer, 2003 (в соавторстве)
- La philosophie au risque de la promesse, avec Jacques-Olivier Bégot, Jean-Louis Chrétien, Jacques Derrida, et al., Paris, Bayard, 2004 (редактор-составитель, в соавторстве)
- Что такое перевод?/ Qu’est-ce que traduire ?, Paris, Vrin, " Chemins philosophiques ", 2006.
- Философское прочтение Библии/ Lectures philosophiques de la Bible: Babel et logos, Paris, Hermann, collection « Le Bel Aujourd’hui», 2007
- Риккерт и проблема истории/ Rickert et la question de l’histoire, Paris, PUF, 2010 (редактор-составитель)
- Конфигурации нигилизма/ Les configurations du nihilisme, Paris, J. Vrin, 2012 (редактор-составитель, в соавторстве)

## На русском языке
- Какая герменевтика требуется для перевода? / Пер. с фр. С. Фокина // Логос. № 5-6. 2011.